# Striatofrontale Dysfunktion
Von einer Striatofrontalen Dysfunktion (auch Fronto-striatale Dysfunktion) spricht man in den Neurowissenschaften bzw. in der Hirnforschung, wenn Funktionsstörungen bestimmter neuronaler Regelkreise vorliegen, deren wesentliche Bestandteile das Striatum (ein Teil der Basalganglien) und das Frontalhirn sind.
Die betreffenden Regelkreise haben einen elementaren Stellenwert für die Funktion des frontalen Teils der Hirnrinde (Frontallappen) und somit für die sogenannten exekutiven Funktionen. Sie sind wesentlich daran beteiligt, neuronal das Zusammenwirken von Motivation, Emotion, Kognition und Bewegungsverhalten zu ermöglichen  bzw. zu steuern. Dysfunktionen (Funktionsstörungen) dieser Regelkreise führen zu einem Über- oder Unterangebot von Neurotransmittern (insbesondere von Dopamin und Noradrenalin) in bestimmten Hirnregionen und haben Störungen der genannten psychischen bzw. Verhaltensfunktionen zur Folge.
Striatofrontale Dysfunktionen treten unter anderem bei der Parkinson- und der Huntington-Krankheit auf und werden außerdem bei Tics, geriatrischen Depressionen und Abhängigkeit (Sucht) diskutiert. Auch bei der Aufmerksamkeitsdefizit-/Hyperaktivitätsstörung wurden mit Hilfe bildgebender Verfahren striatofrontale Dysfunktionen festgestellt.   
Die Ursachen derartiger Funktionsstörungen sind vielfältig und im Detail noch unbekannt. Vermutlich wirken oft genetische und entwicklungsbedingte Faktoren zusammen. Die Folgen umfassen in den meisten Fällen eine Störung der exekutiven Funktionen.

## Striatofrontale (frontostriatale) Regelkreise

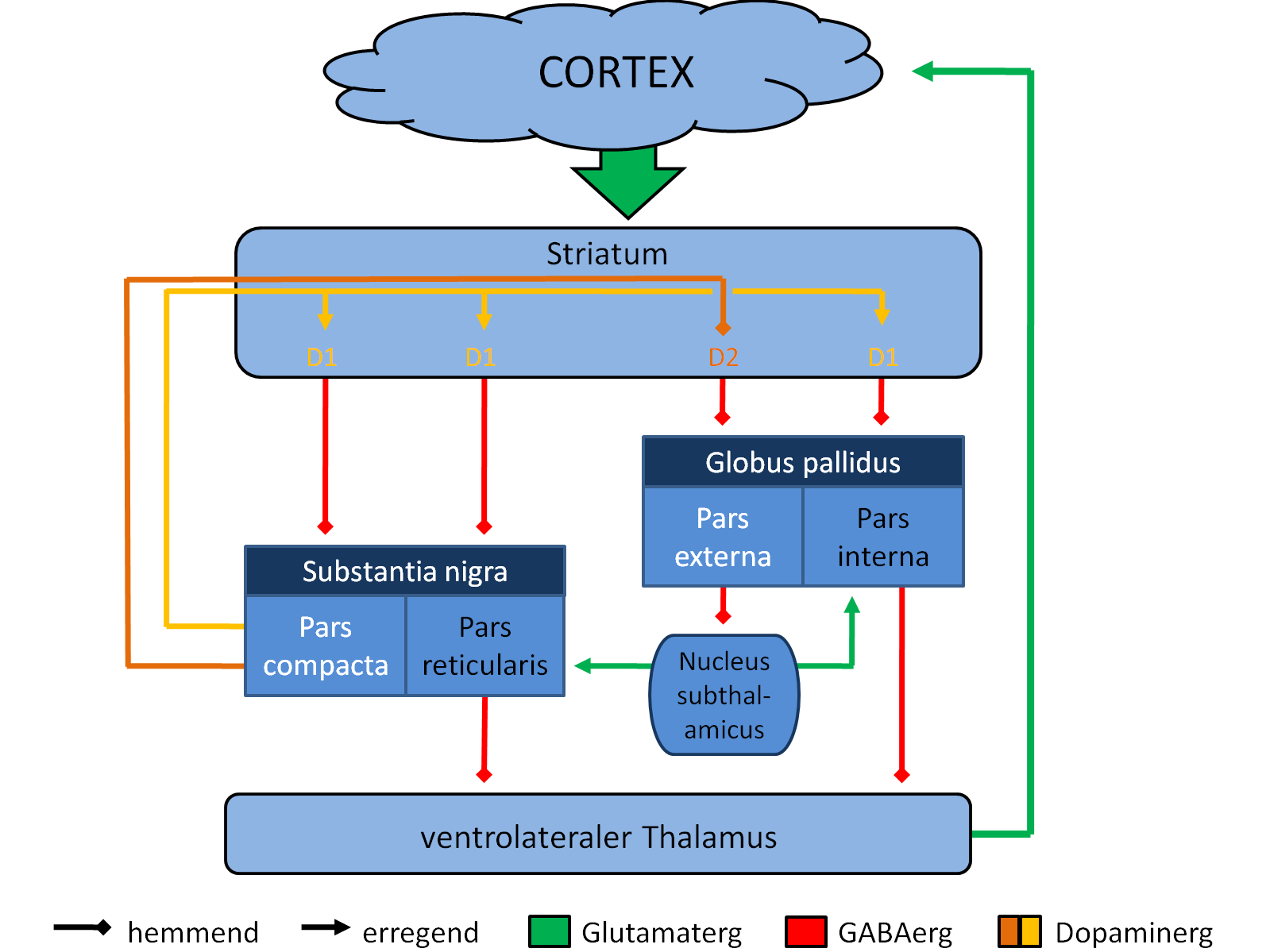
Vernetzung der Kerne im Basalgangliensystem

Striatofrontale bzw. frontostriatale Regelkreise (Schleifen; „loops“) gehen von der Großhirnrinde (Cortex) aus und verlaufen über die Basalganglien und den Thalamus zurück zum Großhirn, und zwar im Wesentlichen zum Frontallappen. Fast von der gesamten Großhirnrinde gelangen Informationen zum Striatum als Eingangsstation der Basalganglien (kortiko-striatale Verbindungen mit exzitatorischer glutamaterger Neurotransmission). Über die Ausgangsstation der Basalganglien, der Pars reticulata der Substantia nigra (SNR) und den Globus pallidus internus (GPI) gelangt die von den Basalganglien verarbeitete Endinformation (inhibitorisch GABA-erge Neurotransmission) zum Thalamus und von dort mit einer exzitatorischen glutamatergen Verbindung zurück zum Cortex, und zwar primär zum Frontallappen.
Es ist also eine „direkte exzitatorische Verbindung“ vom Striatum zu den Ausgangsstrukturen (SNR und GPI) von einer „indirekten inhibitorischen Verbindung“ abzugrenzen. Das Striatum und das GPI sind beide GABAerg (hemmend). Somit führt eine direkte Projektion des Striatum zum GPI zu einer Hemmung der Hemmung des GPI, was in einer Erregung des Thalamus/Cortex resultiert.
Bei der indirekten Verbindung ist es etwas komplizierter: Das Striatum hemmt das Pallidum externum, welches den Nucleus subthalamicus hemmt. Somit kommt es wieder zu einer Hemmung der Hemmung, mit der Folge, dass der Nucleus subthalamicus erregt ist. Dieser wirkt nun erregend auf das Pallidum internum, welches den Thalamus und somit auf indirektem Wege den Cortex hemmt.
Durch dieses Zusammenwirken erregender und hemmender Neurotransmission auf den direkten und indirekten Schleifen liegt die Ausgangsmodulation der Basalganglienaktivität sozusagen an zwei entgegengesetzt gerichteten Zügeln.

## Striatofrontale Dysfunktion bei ADHS

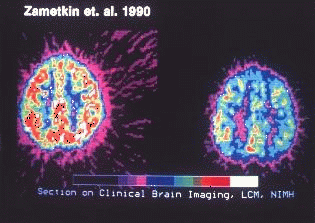
Links: Gehirnaktivität einer Person ohne ADS. Rechts: Aktivität einer Person mit ADS

Mit Hilfe der funktionellen Magnetresonanztomographie wurde bei ADHS-Patienten eine verringerte Aktivierung im rechtsseitigen präfrontalen System sowie eine erhöhte frontale und verringerte striatale Aktivierung (bei sogenannten Go-/No-go-Aufgaben) festgestellt.
Mit der Positronen-Emissions-Tomographie (PET) wurden ein um 8,1 % verminderter Glucoseumsatz im linken Frontallappen und mit der Single Photon Emissionscomputertomografie (SPECT) eine geringe Durchblutung des Frontallappens und des Striatums sowie eine erhöhte Dopamintransporter-Konzentration im Striatum festgestellt.
Im dopaminergen System von ADHS-Patienten sind in den präsynaptischen Membranen zu viele Transporterproteine für Dopamin vorhanden, mit der Folge, dass zu viel Dopamin aus dem synaptischen Spalt (siehe auch Synapse) in die präsynaptische Nervenzelle zurücktransportiert wird. Dieses Verhältnis normalisiert sich durch Behandlung mit Dopamin-Wiederaufnahmehemmern wie Methylphenidat, sofern der Betroffene kein Non-Responder ist.

## Striatofrontale Dysfunktion bei Parkinson-Syndromen
Störungen der striatofrontalen Verbindungen werden weiterhin im Zusammenhang mit Morbus Parkinson und der progressiven supranukleären Blickparese diskutiert.